# Priocharax
Priocharax là một chi cá trong họ cá hoàng đế bản địa của vùng phương Nam thuộc Nam Mỹ. Các loài trong chi này được ưa chuộng nuôi làm cá cảnh vì kích thước và màu sắc của chúng.

## Các loài
Hiện hành có 03 loài được ghi nhận trong chi này:
- Priocharax ariel S. H. Weitzman & Vari, 1987
- Priocharax pygmaeus S. H. Weitzman & Vari, 1987
- Priocharax nanus Toledo-Piza, Mattox & Britz, 2014 [1]